# Uchte-Tanger-Elbe
Uchte-Tanger-Elbe ist eine nach dem Leader-Ansatz gegründete Region als freiwilliger Zusammenschluss von Städten und Gemeinden im Landkreis Stendal in Sachsen-Anhalt. 
Die Leader-Region umfasst die Städte Stendal und Tangermünde sowie die Gemeinden der Verwaltungsgemeinschaft Tangerhütte-Land. Namensgebend sind die Flüsse Uchte, Tanger und Elbe, die das Gebiet queren. 
Das Entwicklungskonzept der Leader-Region mit dem Titel „Haltefaktoren stärken – durch Kooperation regionale Wertschöpfung initiieren“ wurde 2008 von der Landesregierung Sachsen-Anhalt anerkannt. Darin sind folgende Handlungsfelder benannt:
1. Anpassung des ländlichen Raumes an den demografischen Wandel und Stärkung der Lebensqualität
2. Flussgebietsmanagement: Verknüpfung von Maßnahmen zum Hochwasserschutz und zum Gebietswasserhaushalt mit Maßnahmen des Naturschutzes, des Tourismus, der Umweltbildung sowie der nachhaltigen land- und forstwirtschaftlichen Nutzung

Für die Umsetzung des Entwicklungskonzeptes zeichnet die Lokale Aktionsgruppe (LAG) verantwortlich, die sich Akteuren der öffentlichen Verwaltung sowie aus Wirtschafts- und Sozialpartnern zusammensetzt. Unterstützt wird sie dabei durch ein Leader-Management. Über die Leader-Projekte entscheidet die LAG im Rahmen eines jährlich stattfindenden regionalen Wettbewerbes. 
Im Rahmen der Projektförderung stehen der Tourismus, die Diversifizierung landwirtschaftlicher Betriebe und die Stärkung der Haltefaktoren im ländlichen Raum im Mittelpunkt der Aktivitäten. Konkrete Vorhaben zum Erhalt von kulturhistorisch wertvoller Bausubstanz, zum Ausbau von Ferienwohnungen am Elberadweg und am Altmarkrundkurs sowie zur Ortsrevitalisierung konnten bereits umgesetzt werden.